# Steag (matematică)
În matematică, în special în algebra liniară, un steag este o secvență crescătoare de subspații ale unui spațiu vectorial finit dimensional, V. Aici „crescător” înseamnă că fiecare este un subspațiu al următorului de dimensiune superioară:
{\displaystyle \{0\}=V_{0}\subset V_{1}\subset V_{2}\subset \cdots \subset V_{k}=V.}
Termenul de steag este sugerat de asemănarea sa cu un steag: un punct (suportul), o linie (lancea) și o suprafață (pânza).
Notând cu dim Vi dimensiunea di atunci
{\displaystyle 0=d_{0}<d_{1}<d_{2}<\cdots <d_{k}=n,}
unde n este dimensiunea lui V (presupusă finită). Prin urmare, trebuie ca k ≤ n. Un steag este numit steag complet dacă di = i pentru toți i, altfel este numit steag parțial.
Un steag parțial poate fi obținut dintr-un steag complet ștergând unele subspații. Invers, orice steag parțial poate fi completat (în mai multe moduri) prin inserarea subspațiilor potrivite.
Semnătura steagului este secvența (d1, …, dk).

## Baze
O bază a V poate fi „adaptată” la un steag V0 ⊂ V1 ⊂ ... ⊂ Vk dacă vectorii bazei di formează o bază pentru Vi  pentru orice 0 ≤ i ≤ k. Argumentele standard din algebra liniară pot arăta că orice steag are o bază adaptată.
Orice bază ordonată creează un steag complet când Vi  generează din cei i vectori ai bazei un spațiu vectorial⁠(d). De exemplu, steagul canonic în Rn este format de baza canonică⁠(d) (e1, ..., en) unde cu ei este notat versorul dimensiunii i și zerouri în rest. Concret, steagul canonic este secvența de subspații:
{\displaystyle 0<\left\langle e_{1}\right\rangle <\left\langle e_{1},e_{2}\right\rangle <\cdots <\left\langle e_{1},\ldots ,e_{n}\right\rangle =K^{n}.}
O bază adaptată nu este aproape niciodată unică (contraexemplele sunt banale); v. mai jos.
Un steag complet dintr-un spațiu prehilbertian are o bază ortonormată esențial unică: este unică până la înmulțirea fiecărui vector cu o unitate (cu un scalar de lungimea unității, de exemplu 1, –1, i). Acest lucru este cel mai ușor de demonstrat prin inducție, țin=nd cont că {\displaystyle v_{i}\in V_{i-1}^{\perp }<V_{i}}, care îl definește în mod unic până la unitate.
Mai abstract, este unic până la o acțiune a torului maximal: steagul corespunde subgrupului Borel, iar produsul interior corespunde subgrupului maxim compact.

## Stabilizare
Subgrupul stabilizator al steagului canonic este grupul de matrici triunghiulare superioare inversabile.
Generalizând, stabilizatorul unui steag (operatorii liniari pe V astfel încât {\displaystyle T(V_{i})<V_{i}} pentru toate i ) este, în termeni matriciali, algebra blocului triunghiular superior al matricilor (în raport cu o bază adaptată), unde dimensiunile blocului sunt {\displaystyle d_{i}-d_{i-1}}. Subgrupul stabilizator al unui steag complet este mulțimea matricilor triunghiulare superioare inversabile în raport cu orice bază adaptată steagului. Subgrupul matricilor triunghiulare inferioare în raport cu o astfel de bază depinde de această bază și, prin urmare, nu poate fi caracterizat numai de acest steag.
Subgrupul stabilizator al oricărui steag complet este un subgrup Borel (al grupului liniar general), iar stabilizatorul oricărui steag parțial este un subgrup parabolic.
Subgrupul stabilizator al unui steag acționează tranzitiv pe bazele adaptate pentru steag, și astfel acestea nu sunt unice decât dacă stabilizatorul este banal. Aceasta este o circumstanță excepțională: se întâmplă numai pentru un spațiu vectorial de dimensiune 0, sau pentru un spațiu vectorial de dimensiune 1 pe {\displaystyle \mathbf {F} _{2}} (tocmai cazurile în care există o singură bază, independentă de orice steag).

## Analogii teoretice cu mulțimile
Din punctul de vedere al unui câmp cu un singur element, o mulțime poate fi văzută ca un spațiu vectorial peste câmpul cu un singur element: aceasta formalizează diverse analogii între grupurile Coxeter și grupurile algebrice.
În conformitate cu această corespondență, o ordine a unei mulțimi corespunde unui steag maxim: o ordine este echivalentă cu o filtrare maximă a unei mulțimi. De exemplu, filtrarea (steagul) {\displaystyle \{0\}\subset \{0,1\}\subset \{0,1,2\}} corespunde ordinii {\displaystyle (0,1,2)}.